# 蔡家福
蔡家福（1956年5月4日—），中華民國政治人物，中國國民黨籍台北縣選區立法委員。出身新莊鎮公所工友，曾任新莊市市民代表、新莊市市長、臺北縣副縣長、中華民國動保協會榮譽理事長。2015年接任中華民國縣市聯合總會總會長、中華奧會全民運動委員會主任委員，配合政府推動全民體育運動。